# Anna Fredericks
Anna Fredericks (ook bekend als Anna DiMera) is een personage uit de soapserie Days of our Lives. De rol wordt door Leann Hunley gespeeld en speelde deze van 1982 tot 1986 en opnieuw van 2007 tot 2010. Hunley keerde in het begin van 2017 even opnieuw terug in de rol.

## Personagebeschrijving

### 1982-1986
Anna Brady, de vrouw van Roman Brady dook in 1982 in Salem op. Roman dacht dat zijn vrouw verdronken was na een ongeluk met een boot, maar ze vertelde hem dat ze gered werd en daarna als slavin verkocht werd. Ze had haar vierjarige dochter Carrie Brady bij haar, waarvan Roman niet eens het bestaan afwist. Anna had rode strepen op haar rug en zei Roman dat het zweepslagen waren, maar in feite had ze multiple sclerose.
Ze scheidde van Roman en ging voor Tony DiMera werken als secretaresse. In het geheim werkte ze echter al jaren voor Tony’s vader Stefano DiMera. Hij wilde Anna één miljoen dollar betalen als ze er voor kon zorgen dat Roman ontslagen werd bij de ISA. Anna hypnotiseerde Carrie en zorgde ervoor dat ze valse bewijzen verstopte in het huis van Roman. Roman werd geschorst bij de politie, maar de ISA geloofde dat hij erin geluisd was.
In 1983 gingen Anna en Tony naar Las Vegas waar Anna Tony drogeerde en met hem trouwde. Ze beweerde dat ze beiden onder invloed waren en dat ze zich niet kon herinneren dat ze met hem getrouwd was. Tony was erg kwaad. Nadat Stefano “overleed” moest hij volgens het testament een jaar bij zijn zus Renée DuMonde wonen om zijn erfenis te krijgen. Hij en Anna trokken in het DiMera-huis bij Renée en haar man David Banning in.
Anna werd zwanger van Tony en de jaloerse Renée probeerde Anna te vermoorden door een bom te plaatsen op een jacht. Tony en Anna waren op de boot toen de bom ontplofte. Ze werden gered door David, maar Anna verloor de baby.
Later dat jaar ontdekte Tony hoe Anna nu met hem getrouwd was en scheidde van haar, hoewel zij nu echt verliefd was geworden op hem. Anna begon een affaire met Alex Marshall, maar nadat ze ontdekte dat hij voor Stefano werkte moest ze uit Salem vluchten. Anna verborg zich in een pakhuis. Nadat dit afbrandde werd ze gered door Roman, die op de vlucht was omdat ze enkele moorden in zijn schoenen probeerden te schuiven.
Anna keerde terug naar Salem toen ze hoorde dat de bewijzen die Alex aan Stefano linkten vernietigd waren. Ze ging opnieuw voor Tony werken als secretaresse, maar Alex dwong haar om voor hem te spioneren. Terwijl ze aan het rondneuzen was in het appartement van Tony vond ze hem vastgeketend en ontdekte ze dat iemand anders zich uitgaf voor Tony. Nog voor ze kon ontsnappen werd ze gevangengenomen door André DiMera, een neef van Tony, die er via plastische chirurgie identiek uitzeg. Tony en Anna werden door Roman gered.
In 1984 openden Anna en Alex Marshall een modebedrijf. Samen met Tony kozen ze Haïti uit voor een fotoreportage. Aan boord van het vliegtuig naar Haïti waren Eugene Bradford, Calliope Jones, Bo Brady, Hope Williams, Anna DiMera, Liz Chandler, Carlo Forensa, Tony DiMera en zijn moeder, Daphne DiMera. Tijdens de vlucht dook André op en toen hij de piloot bedreigde om zijn koers te wijzigen stierf deze aan een hartaanval en het vliegtuig stortte neer op een eiland. Het enige slachtoffer buiten de piloot was Daphne DiMera, die in de armen van André stierf. Toen Tony ontdekte dat zijn moeder overleden was viel hij André aan. André belandde in drijfzand en werd nu dood gewaand. De kustwacht arriveerde en redde iedereen. Bij de terugkeer in Salem verkocht Alex Marshall het modebedrijf.
In 1985 had Anna een korte romance met prins Nicholas Arani II, maar dan werd hij vermoord. Daarna verloofde ze zich opnieuw met Tony. Ze trouwden, maar het huwelijk was ongeldig omdat Alex Marshall een acteur had ingehuurd om het huwelijk in te zegenen. Daarna werd Anna ontvoerd, maar uiteindelijk trouwde ze toch met Tony.
Anna werd beschuldigd van de moord van haar kunstleverancier Claus Van Zandt. Anna was onschuldig en terwijl ze haar onschuld wilde bewijzen verdween Tony. Anna werd nu ook beschuldigd voor het verdwijnen van haar man, maar in feite werd Tony gevangen gehouden door Claus, die nog in leven was.
Nadat ontdekt werd dat Claus niet dood was werden de aanklachten tegen Anna ingetrokken. Tony bleef echter vermist en later kreeg Anna een document waaruit bleek dat Tony van haar gescheiden was. In 1986 verliet Anna Salem en verhuisde voor meer dan 20 jaar naar Europa alvorens terug te keren.

### 2007-heden
Anna keerde in 2007 terug naar Salem om sommige oude brieven van Tony terug te brengen. Nadat ze ontdekte dat de brieven belangrijke informatie bevatten over de vendetta tussen de Brady’s en de DiMera's besloot ze om de Brayds te helpen, maar enkel als ze hier iets voor terugkreeg.
Om haar doel te bereiken flirtte ze met Tony en kuste hem op een bepaald moment. Ze merkte meteen dat er iets mis was en ging recht naar Roman hiermee. Ze zei zonder twijfel dat de man die ze gekust had niet de Tony DiMera was waar ze mee getrouwd was.
De waarheid kwam aan het licht en het bleek nu dat André DiMera al meer dan twintig jaar het leven van Tony had aangenomen en dat Tony gevangen gehouden werd op een eiland. Toen Anna hoorde dat John Black en Marlena Evans hem gingen redden overtuigde ze hen om haar mee te nemen om te bevestigen dat de man op het eiland de echte Tony was. Via een kus kon Anna vertellen dat de man echt Tony was. Na hun terugkeer in Salem verzoenden ze zich en werden opnieuw een koppel.